# Arnold Bax
Arnold Edward Trevor Bax (Streatham, 8 novembre 1883 – Cork, 3 ottobre 1953) è stato un compositore britannico.
La sua prolifica produzione comprende musica vocale, opere per coro, brani per musica da camera e opere per pianoforte solo, ma è meglio conosciuto per la sua musica orchestrale; oltre a una serie di poemi sinfonici, scrisse anche sette sinfonie.
Mentre era ancora uno studente alla Royal Academy of Music, Bax rimase affascinato dall'Irlanda e dalla cultura celtica, che ebbero una forte influenza sul suo primo sviluppo. Negli anni precedenti alla prima guerra mondiale visse in Irlanda e divenne membro dei circoli letterari di Dublino, scrivendo narrativa e versi sotto lo pseudonimo di Dermot O'Byrne.

## Biografia
Arnold Bax nacque a Streatham, periferia di Londra, nel 1883, da Alfred Ridley Bax (1844–1918) e sua moglie Charlotte Ellen (1860–1940). Di famiglia benestante, fu incoraggiato dai suoi genitori a intraprendere la carriera musicale; a partire dai 13 anni cominciò a comporre le sue prime musiche e frequentò il conservatorio di Hampstead, negli anni '90 dell'Ottocento. Nel settembre del 1900 cominciò a studiare presso la Royal Academy of Music di Londra, dove fu allievo di Frederick Corder e Tobias Matthay. Corder ammirava le opere di Wagner, la cui musica influenzò lo stile di Bax nei suoi primi anni. In seguito osservò che "per una dozzina di anni della mia giovinezza mi sono crogiolato nella musica di Wagner fino all'esclusione quasi totale - fino a quando non sono venuto a conoscenza di Richard Strauss - di qualsiasi altra". Bax studiò privatamente anche le opere di Debussy, la cui musica, come quella di Strauss, all'epoca era disapprovata negli ambienti accademici.
In quel periodo, sebbene Bax vinse borse di studio e altri importanti premi, ed era noto per la sua capacità di leggere a prima vista partiture moderne complesse, ebbe meno successo rispetto ad autori suoi contemporanei, come Benjamin Dale e York Bowen. Bax era un ottimo pianista, dotato di talento e di tecnica, ma non aveva alcun desiderio di intraprendere la carriera da solista; grazie al contributo della sua famiglia, di origini benestante, non aveva bisogno di lavorare per percepire un reddito, cosa che gli permetteva di proseguire la carriera musicale nel modo in cui voleva. Il Times riteneva che l'indipendenza e la riluttanza di Bax a prestare attenzione ai suoi insegnanti alla fine danneggiarono il suo stile, perché non sviluppò la disciplina e la tecnica necessaria per esprimere il suo talento.
Dopo aver terminato gli studi, Bax visitò Dresda, dove assistette all'esecuzione di Salome di Strauss e ascoltò per la prima volta la musica di Mahler, che definì "eccentrica, prolissa, confusa, eppure sempre interessante". In questo periodo scoprì la poesia di William Butler Yeats che, dichiarerà in seguito, "sarà per me più importante di qualsiasi musica scritta nei secoli". La poetica di Yeats lo avvicinò anche al folklore celtico, portandolo a scrivere poesie che pubblicherà con lo pseudonimo di Dermot O'Byrne.
Bax visitò la costa occidentale dell'Irlanda nel 1902 e scoprì che "in un momento il Celta dentro di me si è rivelato". La sua prima composizione nata da questa esperienza fu una canzone in dialetto irlandese, The Grand Match. Musicalmente, Bax si allontanò dall'influenza di Wagner e Strauss che caratterizzò il periodo accademico, per lasciarsi ispirare maggiormente dal folklore celtico. Nel 1908 iniziò un ciclo di poemi sinfonici chiamato Eire, descritto dal suo biografo Lewis Foreman come l'inizio dello stile più maturo del compositore. Il primo di questi brani, Into the Twilight, fu eseguito per la prima volta da Thomas Beecham e dalla New Symphony Orchestra nell'aprile 1909 e l'anno successivo, su iniziativa di Elgar, Henry Wood commissionò il secondo poema del ciclo, In the Faëry Hills. L'opera suscitò pareri contrastanti; il Manchester Guardian elogiò il lavoro, soffermandosi sulle sonorità in grado di creare la giusta atmosfera,  mentre The Observer trovò l'opera "molto indeterminato e insoddisfacente, ma non difficile da seguire". Il Times evidenziò in alcuni punti il "linguaggio piuttosto di seconda mano", derivato da Wagner e Debussy, sebbene "c'è ancora molto che è del tutto individuale". Una terza opera del ciclo, Roscatha, non fu mai eseguita durante la vita del compositore.
Nel 1910 Bax visitò la Russia; a San Pietroburgo scoprì il balletto e ebbe modo di conoscere la cultura musicale russa, che lo portarono a comporre una sonata per pianoforte, i brani per pianoforte, May Night in the Ukraine e Gopak, e la sonata per violino, dedicata a Natalia Skarginska.
Tornato in Inghilterra, nel gennaio 1911 sposò la pianista Elsita Luisa Sobrino. Bax e sua moglie vissero prima a Londra, per poi trasferirsi in Irlanda, prendendo una casa a Rathgar. Ebbero due figli, Dermot (1912–1976) e Maeve Astrid (1913–1987). A Dublino Bax ebbe modo di frequentare i circoli letterari della città.
Negli anni del dopoguerra la fama di Bax crebbe, facendolo diventare una figura importante nel panorama della musica britannica. Le opere che scrisse durante gli anni della guerra furono eseguite in pubblico e iniziò a comporre sinfonie.
La prima sinfonia di Bax fu scritta tra il 1921 e il 1922, e quando fu pubblicata ottenne un grande successo; i critici trovarono il lavoro oscuro e severo, apprezzandone le sonorità. L'opera venne replicata ai Proms per diversi anni dopo la prima esecuzione. La terza sinfonia, completata nel 1929, rimase per qualche tempo tra le opere più popolari del compositore.
Negli anni '30 Bax compose le ultime quattro delle sue sette sinfonie. Scrisse inoltre la popolare Overture to a Picaresque Comedy, del 1930, diverse opere per gruppi da camera, tra cui un nonetto del 1930, un quintetto d'archi del 1933, un ottetto per corno, pianoforte e archi scritto nel 1934, e il suo terzo e ultimo quartetto d'archi del 1936. Il concerto per violoncello, composto nel 1932, venne dedicato a Gaspar Cassadó, che però abbandonò rapidamente l'opera dal suo repertorio.
Visse la sua maturità compositiva all'ombra di compositori come Ralph Vaughan Williams e Edward Elgar e venne considerato come un compositore minore fino alle soglie della seconda guerra mondiale, quando, per opera del direttore Adrian Boult, molte delle sue composizioni vennero eseguite presso il grande pubblico. Gli anni trenta furono i migliori per Bax, che nel 1937, vista la grande popolarità, venne insignito del titolo di Cavaliere Commendatore dell'Ordine Reale Vittoriano.
Dopo l'inizio della seconda guerra mondiale, Bax si trasferì nel Sussex, stabilendosi al White Horse Hotel, Storrington, dove visse per il resto della sua vita. Abbandonò la composizione e completò un libro di memorie sui suoi primi anni, Farewell, My Youth.
Sebbene tenuto in grande considerazione dai musicisti e dagli intellettuali inglesi della sua epoca, non sfuggì alla depressione e ricorse all'abuso di alcool.
Il suo ultimo lavoro, dal titolo "What is it like to be young and fair" è un ciclo di madrigali scritti per l'incoronazione di Elisabetta II.
Bax morì nell'ottobre del 1953 durante una visita a Cork, per insufficienza cardiaca. Fu sepolto nel cimitero di St. Finbarr..

## Stile
Come già detto, il suo amore per il folklore irlandese e britannico (compreso il Ciclo arturiano, sui cui temi compose il poema sinfonico "Tintagel") lo ispirò in diverse delle sue composizioni, appartenenti a tutti i campi della compositività classica. Bax scrisse infatti musiche per il teatro, fra cui balletti e opere, colonne sonore, musica da camera e musica corale.
Fra i compositori contemporanei dai quali venne più influenzato, si possono citare i suoi conterranei Ralph Vaughan Williams e Edward Elgar, Jean Sibelius, con il quale a partire dal 1932 strinse una salda amicizia (a lui è dedicata la quinta delle sue sette sinfonie), e i compositori del tardo ottocento, non esclusi Wagner e Debussy.
Il collega compositore di Bax, Arthur Benjamin, scrisse che Bax era "una fonte di musica", le cui "effusioni spontanee e inesauribili", uniche tra i suoi contemporanei, erano paragonabili a quelle di Schubert e Dvořák. Secondo Peter Evans la musica di Bax combinava robustezza e malinconia; lo stile delle prime opere era spesso strumentalmente difficile o armonicamente complessa; dal 1913 circa in poi Bax si mosse verso uno stile più semplice e parsimonioso. Il compositore e musicologo Anthony Payne ritenne che le migliori opere di Bax risalivano al periodo tra il 1910 e il 1925; composizioni quali The Garden of Fand, Tintagel, November Woods, la seconda sonata per pianoforte, la sonata per viola e le prime due sinfonie. Negli anni '30 la musica di Bax cessò di essere considerata nuova e difficile e verso la fine di quel decennio suscitò meno interesse rispetto a prima.

## Composizioni (lista parziale)

### Balletti
- Tamara (1911)
- From Dusk till Dawn (1917)
- The Truth about the Russian Dancers (1920)

### Orchestrali

#### Sinfonie
- Sinfonia No. 1 (1922)
- Sinfonia No. 2 (1926)
- Sinfonia No. 3 (1929)
- Sinfonia No. 4 (1931)
- Sinfonia No. 5 (1932)
- Sinfonia No. 6 (1935)
- Sinfonia No. 7 (1939)

#### Poemi Sinfonici
- Cathaleen-ni-Hoolihan (1905)
- Eire Trilogy
  - Into The Twilight (1908)
  - In The Faery Hills (1909)
  - Rosc-catha (1910)
- Christmas Eve (1912)
- November Woods (1917)
- Tintagel (1917, orch. 1919)
- Summer Music (1917)
- Northern Ballad No. 1 (1927)
- Northern Ballad No. 2 (1934)

### Concertante
- Symphonic Variations, for piano and orchestra (1918)
- Phantasy for Viola and Orchestra (1920)
- Winter Legends, for piano and orchestra (1930)
- Cello Concerto (1932)
- Violin Concerto (1938)
- Piano Concertino (1939)
- Concertante for Orchestra with Piano (Left Hand) (1949)